# Caulleriella obtusa
Caulleriella obtusa är en ringmaskart som beskrevs av Hartmann-Schröder och Rosenfeldt 1990. Caulleriella obtusa ingår i släktet Caulleriella och familjen Cirratulidae. Inga underarter finns listade i Catalogue of Life.